# Давыдовский завод
Давы́довский медеплави́льный завод заво́д — небольшой металлургический завод, действовавший в Среднем Прикамье на реке Давыдовка с 1725 до 1733 года. Один из первых частных уральских медеплавильных заводов.

## История
20 июля 1720 года И. В. Тряпицын с партнёром И. Шмелевым получил разрешение Берг-коллегии на строительство завода в Осинском уезде Пермской губернии. Завод был запущен в 1725 году в 1,5 верстах от устья речки Давыдовки, в 7 верстах к северо-западу от Осы. Речка была запружена плотиной, были построены 2 медеплавильных печи, 2 гармахерских горна, рудобойная толчея и мукомольная мельница. Руда на завод поставлялась с местных рудников (в скобках — расстояние от завода в вёрстах): Шиловского (1), Гремеченского (21), Змеевского (24), Талмаст (37), Кунаилукульского (49), Кучижихинского (53), Салтанаевского (68) и Забегаевского (70). В 1725 году завод выплавил 100 пудов меди, в 1726 году — 190 пудов.
Сразу после пуска завода владельцы стали испытывать финансовые трудности. Для привлечения дополнительных средств в компанию были приглашены вятские купцы Григорий и Карп Вяземские и ясачный татарин Маметхул Матхулов. Привлечение дополнительных партнёров не смогло значительно улучшить положение завода. В 1727—1728 годах завод простаивал. В 1729 году было произведено лишь 35 пудов меди, в 1730 году — 28 пудов.
В 1731 году (по другим данным — в 1733) после смерти И. В. Тряпицын его сын Дмитрий продал Давыдовский завод Н. Н. Демидову. В 1733 году М. Матхулов выкрал заводскую казну и скрылся, что привело к остановке завода.
Намерения Н. Н. Демидова построить на Каме крупный медеплавильным завод не были осуществлены из-за бедности рудной базы. В документах 1742 года Давыдовский завод значился в числе недействующих предприятий. Н. Н. Демидов обещал горной канцелярии восстановить завод после волнений башкир, но обещание не сдержал. Давыдовский завод так и не возобновил работу.
В настоящее время на месте бывшего завода находится деревня Заводчик Осинского района Пермского края.